# Nicanor Vélez
Nicanor Vélez Ortiz (Medellín, 25 de julio de 1959 - Barcelona, 28 de diciembre de 2011) fue un poeta y editor colombiano.

## Biografía
Tras salir de Colombia en 1981 residió en París, donde se diplomó en lingüística en la École des Hautes Études en Sciences Sociales. Desde fines de 1984 vivió en Barcelona, donde se licenció en Filología hispánica por la Universidad Autónoma de Barcelona y obtuvo el DEA en Poética del Verso y de la Prosa en la Universidad de Barcelona. Se desempeñó como editor a partir de 1989. Se casó en septiembre del 2011 con Encarnación Martín de la Sierra "Gruchenka",  su compañera desde 1984. El poeta y editor falleció en Barcelona, víctima de un cáncer.
Fundó y dirigió la colección de poesía de la editorial Galaxia Gutenberg/Círculo de Lectores, en la que publicó más de cincuenta volúmenes dedicados a los grandes poetas de nuestro tiempo. En esa misma casa también ha sido el responsable editorial de las obras completas de Borges, García Lorca, Octavio Paz, Neruda, Cortázar, Valente, Nerval, Rubén Darío y Gil de Biedma. También dedicó tiempo al ensayo, escribiendo artículos sobre la obra de José Asunción Silva, Gonzalo Rojas, Juan Ramón Jiménez, Eduardo Milán y Giovanni Quessep.
Las ediciones a su cargo eran símbolo de prestigio. El crítico peruano Julio Ortega lo llamó "Amigo íntimo de la poesía", por el trabajo de terquedad y delicadeza que desarrollaba en la elaboración de las obras completas y antológicas de los más importantes poetas hispanos del siglo XX. Su primer libro de poemas La memoria del tacto lo publicó en 2002.

## Obras
- La vida que respira. Editorial Pre-Textos. 2011.
- La luz que parpadea. Ediciones Sin Nombre, México. 2004.
- La memoria del tacto. Instantes para Gruchenka. Ediciones del Oeste. 2002.
- Apuntes de un extranjero (1982-2011). Inédito.